# Kruipwilgvouwmot
De kruipwilgvouwmot (Phyllonorycter quinqueguttella) is een vlinder uit de familie mineermotten (Gracillariidae). De wetenschappelijke naam is voor het eerst geldig gepubliceerd in 1851 door Stainton.
De soort komt voor in Europa.